# غريغ كالهون
كرايغ كالهون (بالإنجليزية: Craig Calhoun)‏ هو عالم اجتماع أمريكي، ولد في 1952 في واتسكا في الولايات المتحدة.

## وصلات خارجية
- غريغ كالهون على موقع IMDb (الإنجليزية)